# Bahnstrecke Meckesheim–Bad Friedrichshall
| | |                                          |                                         |
| Streckennummer (DB): | 4110 (Neckargemünd–Meckesheim) 4114 (Meckesheim–Bad Fr’hall)                                       |                                          |                                         |
| Kursbuchstrecke (DB): | 665.5/710.41 (bis 2009: 706; bis 1992: 561; bis 1972: 321a; bis 1945: 303a; 1929: 267g; 1909: 261) |                                          |                                         |
| Streckenlänge: | 46,4 km                                                                                            |                                          |                                         |
| Spurweite: | 1435 mm (Normalspur)                                                                               |                                          |                                         |
| Streckenklasse: | CE (Meckesheim–Grombach) D4 (restliche Strecke)                                                    |                                          |                                         |
| Stromsystem: | 15 kV 16,7 Hz ~                                                                                    |                                          |                                         |
| Maximale Neigung: | ca. 22 ‰                                                                                           |                                          |                                         |
| Streckengeschwindigkeit: | 120 km/h                                                                                           |                                          |                                         |
| Zweigleisigkeit: | Neckargemünd–Meckesheim                                                                            |                                          |                                         |
| | |                                          |                                         |
| \| \| \| von Heidelberg \| \| \| \| 9,38949,4000 \| Fehllänge 10,61 m \| Fehllänge 10,61 m \| \| \| 9,760 \| Neckargemünd \| 124 m \| \| \| \| nach Bad Friedrichshall \| \| \| \| 12,370 \| Waldhilsbach (bis ca. 1958) \| Waldhilsbach (bis ca. 1958) \| \| \| 14,260 \| Bammental (ehem. Bf) \| 128 m \| \| \| 14,600 \| Elsenz \| Elsenz \| \| \| 15,058 \| Reilsheim \| 131 m \| \| \| 15,148 \| Reilsheim Industriestammgleis (Awanst) \| Reilsheim Industriestammgleis (Awanst) \| \| \| 15,282 \| Elsenz \| Elsenz \| \| \| 17,660 \| Mauer (b Heidelberg) \| 135 m \| \| \| 19,8000,000 \| Meckesheim \| 141 m \| \| \| \| nach Wiesloch (bis 1922) \| \| \| \| \| nach Aglasterhausen \| \| \| \| 2,809 \| Zuzenhausen \| 150 m \| \| \| 6,095 \| Hoffenheim \| 152 m \| \| \| 8,900 \| Bundesstraße 292 \| Bundesstraße 292 \| \| \| 9,993 \| Sinsheim (Elsenz) Hbf \| 158 m \| \| \| 12,080 \| Sinsheim Museum/Arena (Bft; seit 1995) \| Sinsheim Museum/Arena (Bft; seit 1995) \| \| \| 12,913 \| Steinsfurt \| 168 m \| \| \| 13,010 \| Elsenz \| Elsenz \| \| \| \| nach Stebbach \| \| \| \| 13,655 \| Insenbach \| Insenbach \| \| \| 13,800 \| BÜ 13,810 (Wp 13) Bundesstraße 39 \| BÜ 13,810 (Wp 13) Bundesstraße 39 \| \| \| 18,398 \| Insenbach \| Insenbach \| \| \| 19,030 \| Insenbach \| Insenbach \| \| \| 19,900 \| Grombach \| 244 m \| \| \| 24,866 \| Babstadt (ehem. Bf) \| 251 m \| \| \| \| geplanter Abzweig zur Krebsbachtalbahn \| \| \| \| 27,884 \| Bad Rappenau \| 230 m \| \| \| \| Anschluss Saline Rappenau \| \| \| \| 28,830 \| Bad Rappenau Kurpark (seit 1. Mai 2015) \| Bad Rappenau Kurpark (seit 1. Mai 2015) \| \| \| 30,864 \| Bad Wimpfen-Hohenstadt (seit 1955[1]) \| 188 m \| \| \| 33,802 \| Bad Wimpfen \| 168 m \| \| \| 35,0 +203 \| Bad Wimpfen Solvay (Awanst) \| Bad Wimpfen Solvay (Awanst) \| \| \| 35.0 +300.035.2 +94.7 \| Kilometrierungssprung \| Kilometrierungssprung \| \| \| 35,305 \| Bad Wimpfen Im Tal (seit 1. Mai 2015) \| Bad Wimpfen Im Tal (seit 1. Mai 2015) \| \| \| \| Bad Wimpfen Neckarbrücke (1947–1952) \| \| \| \| 35,577 \| Neckar \| Neckar \| \| \| 35,769 \| \| \| \| \| \| von Heidelberg \| \| \| \| \| von Würzburg \| \| \| \| 36,356 \| Bad Friedrichshall Hbf (ehem. Jagstfeld) \| 155 m \| \| \| \| nach Ohrnberg (bis 1993) \| \| \| \| \| nach Stuttgart \| \| | |                                          |                                         |
| Strecke | | von Heidelberg                           | von Heidelberg                          |
| Kilometer-Wechsel | 9,38949,4000                                                                                       | Fehllänge 10,61 m                        | Fehllänge 10,61 m                       |
| Bahnhof | 9,760                                                                                              | Neckargemünd                             | 124 m                                   |
| Abzweig geradeaus und nach links | | nach Bad Friedrichshall                  | nach Bad Friedrichshall                 |
| ehemaliger Haltepunkt / Haltestelle | 12,370                                                                                             | Waldhilsbach (bis ca. 1958)              | Waldhilsbach (bis ca. 1958)             |
| Haltepunkt / Haltestelle | 14,260                                                                                             | Bammental (ehem. Bf)                     | 128 m                                   |
| Brücke über Wasserlauf | 14,600                                                                                             | Elsenz                                   | Elsenz                                  |
| Haltepunkt / Haltestelle | 15,058                                                                                             | Reilsheim                                | 131 m                                   |
| Abzweig geradeaus und ehemals nach links | 15,148                                                                                             | Reilsheim Industriestammgleis (Awanst)   | Reilsheim Industriestammgleis (Awanst)  |
| Brücke über Wasserlauf | 15,282                                                                                             | Elsenz                                   | Elsenz                                  |
| Haltepunkt / Haltestelle | 17,660                                                                                             | Mauer (b Heidelberg)                     | 135 m                                   |
| Bahnhof | 19,8000,000                                                                                        | Meckesheim                               | 141 m                                   |
| Abzweig geradeaus und ehemals nach rechts | | nach Wiesloch (bis 1922)                 | nach Wiesloch (bis 1922)                |
| Abzweig geradeaus und nach links | | nach Aglasterhausen                      | nach Aglasterhausen                     |
| Haltepunkt / Haltestelle | 2,809                                                                                              | Zuzenhausen                              | 150 m                                   |
| Bahnhof | 6,095                                                                                              | Hoffenheim                               | 152 m                                   |
| Strecke mit Straßenbrücke | 8,900                                                                                              | Bundesstraße 292                         | Bundesstraße 292                        |
| Bahnhof | 9,993                                                                                              | Sinsheim (Elsenz) Hbf                    | 158 m                                   |
| Bahnhof | 12,080                                                                                             | Sinsheim Museum/Arena (Bft; seit 1995)   | Sinsheim Museum/Arena (Bft; seit 1995)  |
| Bahnhof | 12,913                                                                                             | Steinsfurt                               | 168 m                                   |
| Brücke über Wasserlauf | 13,010                                                                                             | Elsenz                                   | Elsenz                                  |
| Abzweig geradeaus und nach rechts | | nach Stebbach                            | nach Stebbach                           |
| Brücke über Wasserlauf | 13,655                                                                                             | Insenbach                                | Insenbach                               |
| Bahnübergang | 13,800                                                                                             | BÜ 13,810 (Wp 13) Bundesstraße 39        | BÜ 13,810 (Wp 13) Bundesstraße 39       |
| Brücke über Wasserlauf | 18,398                                                                                             | Insenbach                                | Insenbach                               |
| Brücke über Wasserlauf | 19,030                                                                                             | Insenbach                                | Insenbach                               |
| Bahnhof | 19,900                                                                                             | Grombach                                 | 244 m                                   |
| Haltepunkt / Haltestelle | 24,866                                                                                             | Babstadt (ehem. Bf)                      | 251 m                                   |
| Abzweig geradeaus und ehemals von links | | geplanter Abzweig zur Krebsbachtalbahn   | geplanter Abzweig zur Krebsbachtalbahn  |
| Bahnhof | 27,884                                                                                             | Bad Rappenau                             | 230 m                                   |
| Abzweig geradeaus und ehemals nach rechts | | Anschluss Saline Rappenau                | Anschluss Saline Rappenau               |
| Haltepunkt / Haltestelle | 28,830                                                                                             | Bad Rappenau Kurpark (seit 1. Mai 2015)  | Bad Rappenau Kurpark (seit 1. Mai 2015) |
| Haltepunkt / Haltestelle | 30,864                                                                                             | Bad Wimpfen-Hohenstadt (seit 1955)       | 188 m                                   |
| Bahnhof | 33,802                                                                                             | Bad Wimpfen                              | 168 m                                   |
| Abzweig geradeaus und von links | 35,0 +203                                                                                          | Bad Wimpfen Solvay (Awanst)              | Bad Wimpfen Solvay (Awanst)             |
| Kilometer-Wechsel | 35.0 +300.035.2 +94.7                                                                              | Kilometrierungssprung                    | Kilometrierungssprung                   |
| Haltepunkt / Haltestelle | 35,305                                                                                             | Bad Wimpfen Im Tal (seit 1. Mai 2015)    | Bad Wimpfen Im Tal (seit 1. Mai 2015)   |
| ehemaliger Haltepunkt / Haltestelle | | Bad Wimpfen Neckarbrücke (1947–1952)     | Bad Wimpfen Neckarbrücke (1947–1952)    |
| Strecke geradeaus | 35,577                                                                                             | Neckar                                   | Neckar                                  |
| Strecke | 35,769                                                                                             |                                          |                                         |
| Abzweig geradeaus und von links | | von Heidelberg                           | von Heidelberg                          |
| Abzweig geradeaus und von links | | von Würzburg                             | von Würzburg                            |
| Bahnhof | 36,356                                                                                             | Bad Friedrichshall Hbf (ehem. Jagstfeld) | 155 m                                   |
| Abzweig geradeaus und ehemals nach links | | nach Ohrnberg (bis 1993)                 | nach Ohrnberg (bis 1993)                |
| Strecke | | nach Stuttgart                           | nach Stuttgart                          |

Die Bahnstrecke Neckargemünd–Bad Friedrichshall ist eine teilweise zweigleisig ausgebaute und elektrifizierte Hauptbahn in Baden-Württemberg. Sie führt von Neckargemünd über Meckesheim und Sinsheim nach Bad Friedrichshall und folgt dabei bis Steinsfurt dem Fluss Elsenz, weshalb sie auch als Elsenztalbahn oder Elsenzbahn bezeichnet wird. Historisch ist sie auch unter dem Namen Westliche Gabelbahn bekannt.

## Geschichte

### 19. Jahrhundert

#### Bau Heidelberg – Meckesheim
Ende der 1840er Jahre wollte das Königreich Württemberg seine Bahnstrecken mit denen des Großherzogtums Baden verbinden, und zwar von Heilbronn über Sinsheim entweder nach Wiesloch oder nach Heidelberg. Baden lehnte dies jedoch ab und wollte nur eine Strecke über Pforzheim.
Am 24. Mai 1853 wurde in Mosbach ein Eisenbahnkomitee zum Bau der Odenwaldbahn gegründet, sowie 1856 eines in Heidelberg. Als Teil dieser wurde am 27. April 1860 festgelegt, dass der Abschnitt von Heidelberg über Meckesheim nach Mosbach auf Staatskosten gebaut würde. Nachdem bereits seit 1858 Vorarbeiten stattfanden, begann daraufhin auch der Bau. Die Strecke wurde zunächst eingleisig gebaut, aber bereits für einen zweigleisigen Ausbau vorbereitet. Die Einweihungsfahrt fand am 22. Oktober 1862 bei schlechtestem Wetter statt. Am darauffolgenden Tag wurde von den Großherzoglich Badischen Staatseisenbahnen der Betrieb auf der Strecke aufgenommen. Aufgrund starken Regens kam es bereits am ersten Betriebstag zu einer Entgleisung infolge eines Erdrutsches an der Neckarbrücke bei Neckarelz.
Mitte 1869 wurde das zweite Gleis von Heidelberg Karlstor bis Meckesheim in Betrieb genommen, da hier mit den Strecken nach Bayern und Württemberg deutlich mehr Züge verkehren sollten.

#### Bau Meckesheim – Jagstfeld
Bereits im Zusammenhang mit dem Bau der Odenwaldbahn wurde eine Stichstrecke von Waibstadt zur Saline Rappenau geplant. Hiergegen gab es 1862 eine Petition der Stadt Sinsheim und 25 weiteren Gemeinden, die stattdessen eine Strecke von Meckesheim über Sinsheim dorthin haben wollten. Letztere wurde samt der Fortsetzung nach Jagstfeld am 19. Januar 1866 genehmigt.
Der Bau ging zügig voran. Um das Bauvorhaben schnell umzusetzen wurden auch Arbeiter aus Böhmen angeworben. 1867 finden sich u. a. in den Standesbüchern der katholischen Gemeinde, des an der Strecke liegenden Ortes Grombach, Geburtseinträge von Eisenbahnarbeitern aus Böhmen, die sowohl in Grombach (Johann Scheras aus Austerlitz in Böhmen) als auch in Ehrstädt (Joseph Jeanetta aus Tschernowitze in Böhmen) einquartiert waren.
Die Eröffnungsfahrt auf dem Abschnitt von Meckesheim nach Bad Rappenau fand am 18. Juni 1868 statt, die Aufnahme des Regelverkehrs war am 25. Juni. Auf diesem Abschnitt gab es anfangs zwei Viadukte, drei Brücken, 14 Bahnwärterhäuser und 36 Bahnübergänge. Im April wurde dann auch die Anschlussstrecke zur Saline inbetriebgenommen, nachdem deren Anschluss nicht rechtzeitig fertig geworden war. Nach Jagstfeld ging es ab dem 5. August 1869.

### 20. Jahrhundert
Zwischen 1920 und 1930 wurde die Strecke für höhere Achslasten ausgebaut.
Im Zweiten Weltkrieg wurde am 2. Februar 1945 die Neckarbrücke zwischen Bad Wimpfen und Jagstfeld durch Sprengbomben schwer beschädigt, weshalb die Strecke ab Kilometer 35,52 bis 1952 gesperrt war. Als Behelfslösung wurde am 5. Oktober 1947 der Haltepunkt „Bad Wimpfen Neckarbrücke“ eingerichtet, von wo aus per Fähre die andere Neckarseite unweit des Bahnhofs Jagstfeld erreicht werden konnte. Im November 1952 konnte der Betrieb über die neue Brücke aufgenommen werden.
In den Jahren 2006 bis 2007 fanden umfangreiche Erneuerungsarbeiten an der Strecke statt.

### Ausbau

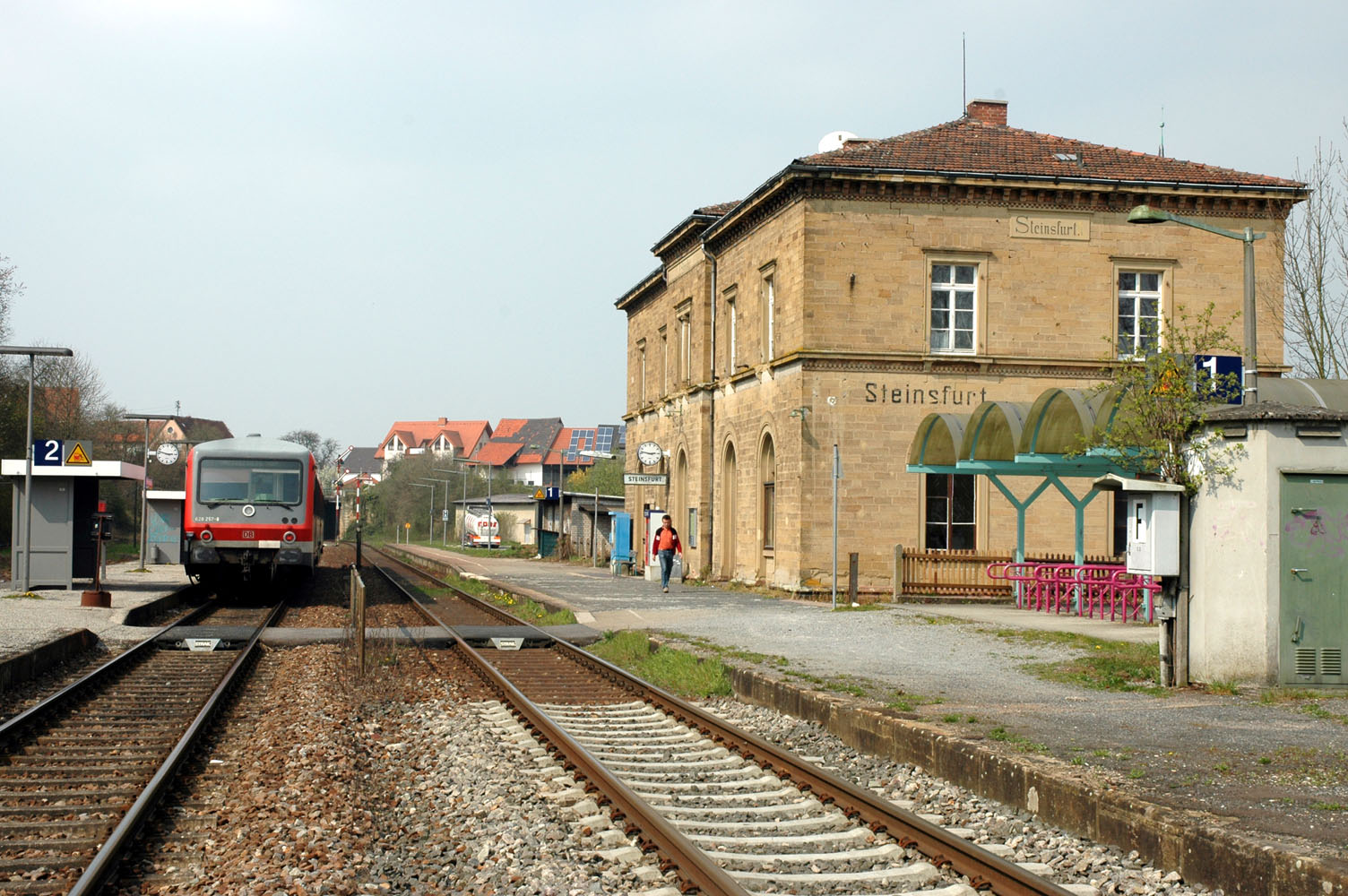
Regionalbahn nach Heidelberg in Steinsfurt (April 2007), vor der Elektrifizierung

Ab März 2008 wurde die Strecke zur Erweiterung der S-Bahn Rhein-Neckar modernisiert. Das Projekt „Elektrifizierung und Ausbau der Nahverkehrsinfrastruktur auf der Elsenztal- und Schwarzbachtalbahn“ sah neben der Elektrifizierung einen Neubau/Umbau aller Bahnsteige und eine Modernisierung der Stationen ab Neckargemünd vor, da diese neben anderen Anpassungen auf eine Bahnsteighöhe von 76 Zentimeter gebracht werden mussten, um den Standards der S-Bahn Rhein-Neckar zu entsprechen.
Parallel zum Streckenausbau wurde im Herbst 2008 das Elektronische Stellwerk (ESTW) „Elsenztal“ in Betrieb genommen.
Am 5. November 2008 begann der Bau des Unterwerks Meckesheim nördlich von Meckesheim an der Bahnstromleitung Mannheim–Neckarelz, von dem aus die neu elektrifizierten Strecken versorgt werden. Der erste elektrische Zug fuhr am 6. November 2009.
Bis zum 12. Juni 2011 wurde der Haltepunkt Sinsheim Museum/Arena zu einem zweigleisigen Kreuzungsbahnhof ausgebaut und im Anschluss zu einem Bahnhofsteil der Station Steinsfurt. Dort wurde ein neues Gleis 3 als Neben- und Stumpfgleis bis vor dem Bahnübergang ohne Bahnsteigkante errichtet. Durch diese Konstellation können Fußballsonderzüge direkt von der Verkehrsstation Museum/Arena als Rangierfahrt in das Abstellgleis fahren bzw. aus diesem dort bereitgestellt werden.
Im Rahmen des Ausbaus der Stadtbahn Heilbronn war die Teilstrecke Bad Rappenau – Bad Friedrichshall in der Zeit vom 7. Januar 2014 bis 30. März 2015 durchgehend gesperrt. An Wochenenden und Feiertagen verkehrten auch zwischen Steinsfurt und Bad Rappenau keine Züge. Der Bahnhof Bad Wimpfen wurde während dieser Bauarbeiten zu einem zweigleisigen Kreuzungsbahnhof ausgebaut und die Brücke über die L 530 als zweigleisige Brücke neu erstellt. Zeitgleich entstanden die neuen Haltepunkte „Bad Rappenau Kurpark“ und „Bad Wimpfen im Tal“.
Im Rahmen der Reaktivierung der Krebsbachtalbahn für den regelmäßigen Personenverkehr soll zwischen Bad Rappenau und Babstadt ein Abzweig zuzüglich neuer Verbindungsstrecke nach Bad Rappenau-Obergimpern zu besagter Krebsbachtalbahn entstehen.

## Verkehr

### Personenverkehr

#### 19. Jahrhundert
Etwa 1893 wurden die Lokalzüge von Heidelberg nach Neckargemünd bis Meckesheim verlängert, wodurch zwischen Neckargemünd und Meckesheim etwa einmal pro Stunde ein Zug fuhr. Diese hielten zusätzlich zu den Halten der anderen Züge auch an den für sie eingerichteten Haltepunkten Heidelberg Peterskirche, Jägerhaus-Wolfsbrunnen, Kümmelbacher Hof, Waldhilsbach und Reilsheim. Eines dieser Zugpaare fuhr von Heidelberg aus weiter bis Wiesloch-Walldorf.

#### 20. Jahrhundert
Nachdem im Zweiten Weltkrieg der Bahnhof Bruchsal, die dortigen Tunnel, das Enzviadukt in Bietigheim und alle Neckarbrücken zerstört wurden fuhren von April bis August 1945 alle Züge von Mannheim nach Stuttgart, darunter bis zu 80 Güterzüge pro Tag, über Meckesheim, Eppingen Behelfsbahnhof (heutiger Bahnhofsteil Stebbach) und Heilbronn-Böckingen (Frankenbahn). Bis zum Wiederaufbau der Neckarbrücke in Neckargemünd 1946 nahmen auch Züge von Mannheim nach Würzburg einen entsprechenden Laufweg. Ab Juli 1945 verkehrten „Milchzüge“ von Mannheim nach Obrigheim, Bad Rappenau und Eppingen; ab August konnte in diesen Zügen auch Express-, Eil- und Frachtgut befördert werden.
Mitte der 1950er Jahre wurden dir bis zu diesem Zeitpunkt verkehrenden Dampfzüge durch die Verbrennungstriebwagenbaureihen VT 95 und VT 98 abgelöst. Danach verkehrten auf der Strecke neben den acht durchgehenden Zugpaaren und einem weiteren in Neckargemünd wendenden, sechs Zugpaare nach Obrigheim, zwei Zugpaare von Heilbronn nach Bad Rappenau und je ein Eilzugpaar Heidelberg–Stuttgart und Köln–Darmstadt–Heidelberg–Stuttgart, sowie zwischen Sinsheim und Steinsfurt die Züge der Strecke nach Eppingen.
Am 24. Dezember 1972 fuhr der letzte Dampfzug aus Mannheim, bevor ab dem Fahrplanwechsel Ende Mai 1973 keine Dampfzüge mehr auf der Strecke verkehrten. 1973 bis 1975 gab es Kurswagen aus Paris nach Heilbronn, die von den Eilzügen 1555 und 1756 über die Elsenztalbahn mitgeführt wurden.

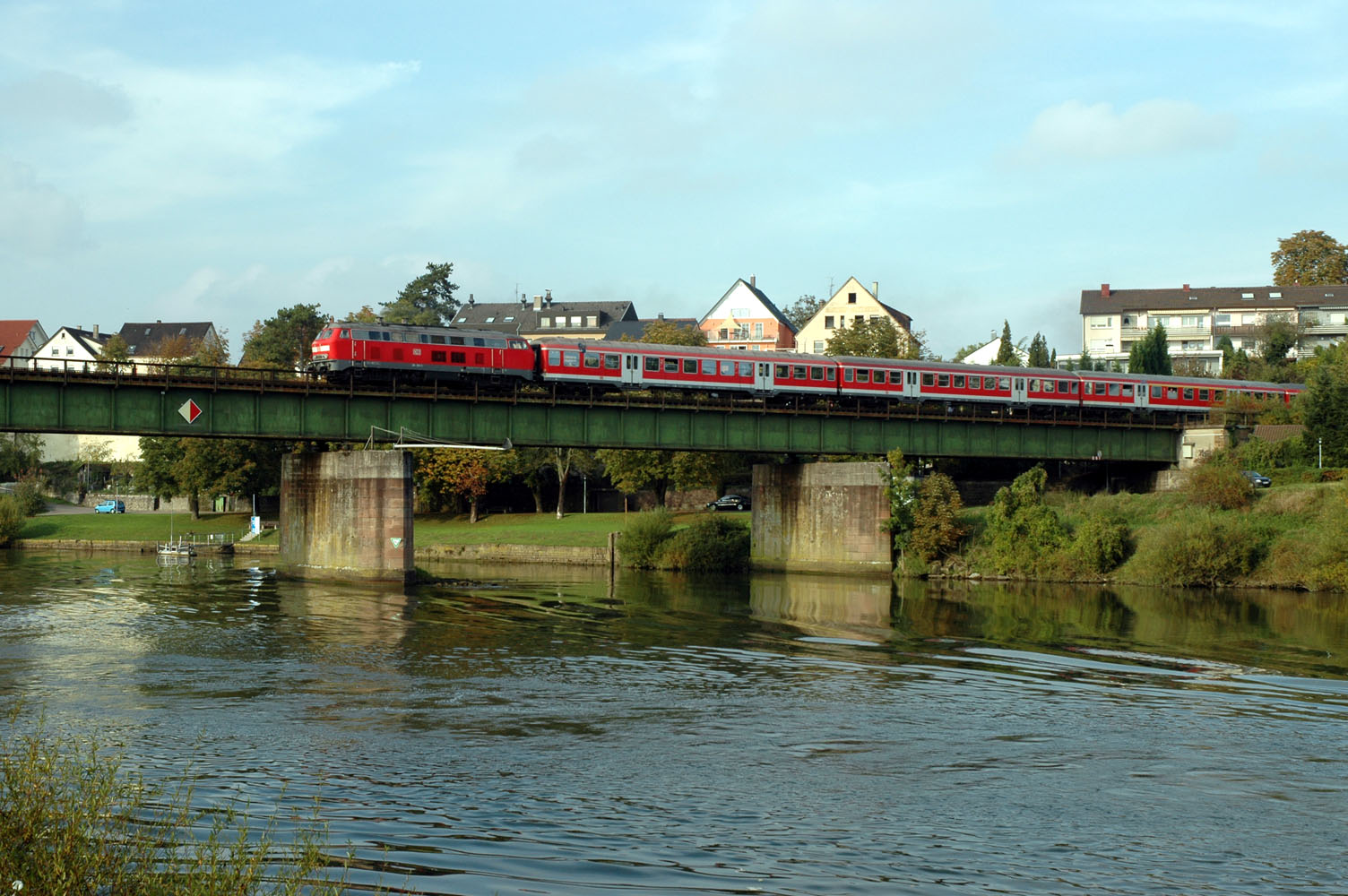
Regional-Express nach Mannheim auf der Neckarbrücke in Bad Friedrichshall-Jagstfeld, 2007

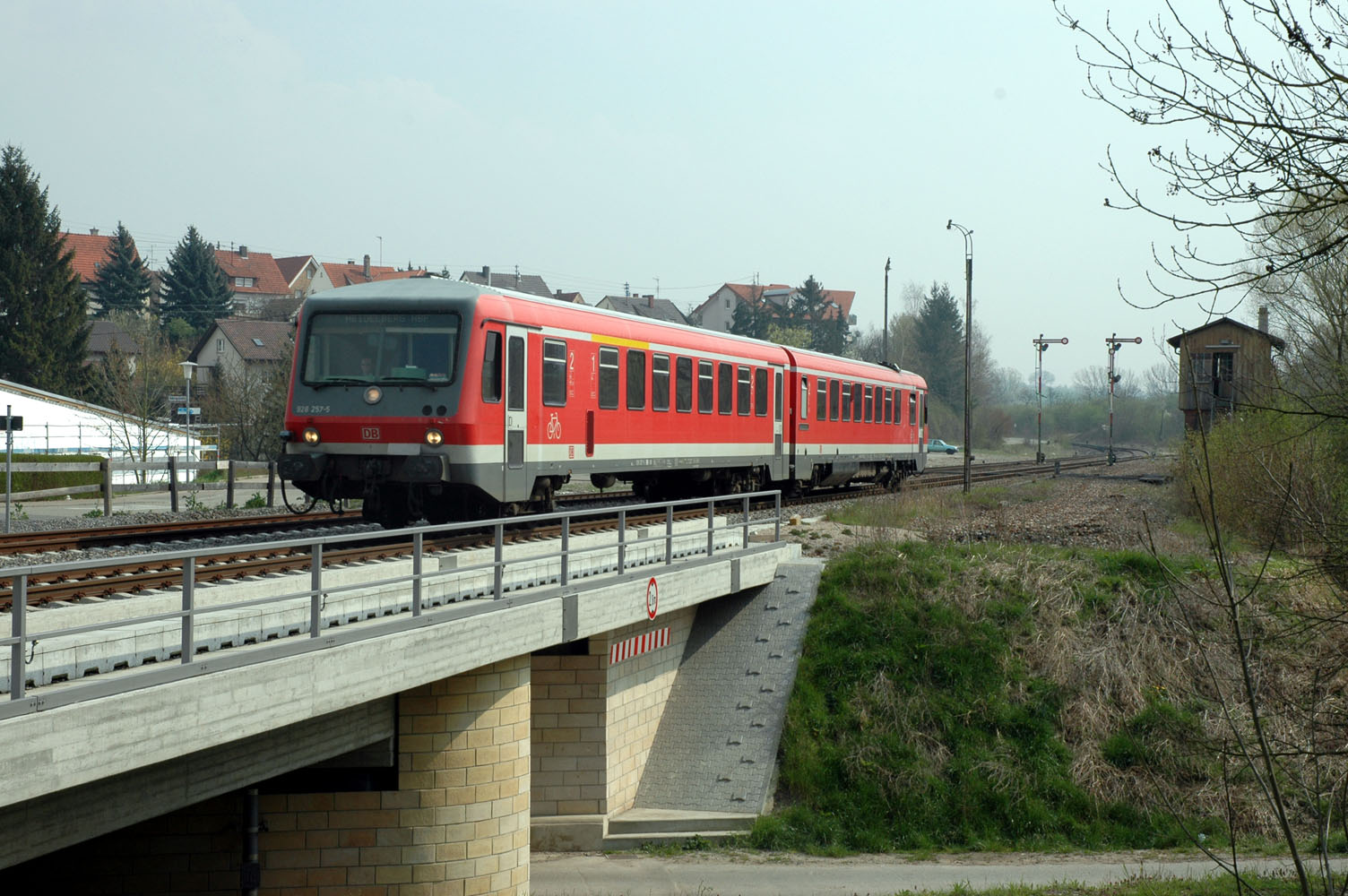
Regionalbahn von Eppingen nach Heidelberg in Steinsfurt, 2007

Ende 1988 wurde auf der Strecke ein Taktfahrplan eingeführt. Seit da fuhren bis zur Elektrifizierung der Strecke die Regionalexpresse mit n-Wagen und Diesellokomotiven der Baureihe 218, viele der Regionalbahnen mit Verbrennungstriebwägen der Baureihe 628. Anfangs wurden einzelne Nahverkehrszüge von der SWEG mit NE 81 gefahren. Ab 28. September 1997 wurden für die Regionalexpresse die Baureihe 611 eingesetzt, durch deren Neigetechnik die Fahrzeiten verkürzt werden sollten. Aufgrund der Störanfälligkeit hielt sich dieser Einsatz jedoch nicht lange.
Ab dem Fahrplanwechsel im Dezember 1999 fuhren die Regionalbahnen auch an Sonn- und Feiertagen im Stundentakt statt nur zweistündlich.
Vor Betriebsaufnahme der S-Bahn fuhren die Regionalexpresse ähnlich wie heute noch. Regionalbahnen von Heidelberg nach Sinsheim fuhren 2008 im Stundentakt, der nachmittags durch fünf weitere Züge in Richtung Sinsheim auf einen ansatzweisen Halbstundentakt verdichtet wurde. Zweistündlich verkehrten diese weiter nach Bad Friedrichshall-Jagstfeld oder Eppingen.
Die Regionalbahn-Durchbindung Richtung Mannheim, Speyer und Bruchsal entfiel 2003 zunächst aufgrund der Einführung der S-Bahn RheinNeckar.
Kurz vor der Streckenmodernisierung wurden fünf Tage lang bei der Plandampf-Veranstaltung „Über’n Buckel“ mehr als 100 Regelzugleistungen mit historischen Fahrzeugen, darunter fünf Dampfloks, gefahren.

#### S-Bahn-Zeitalter

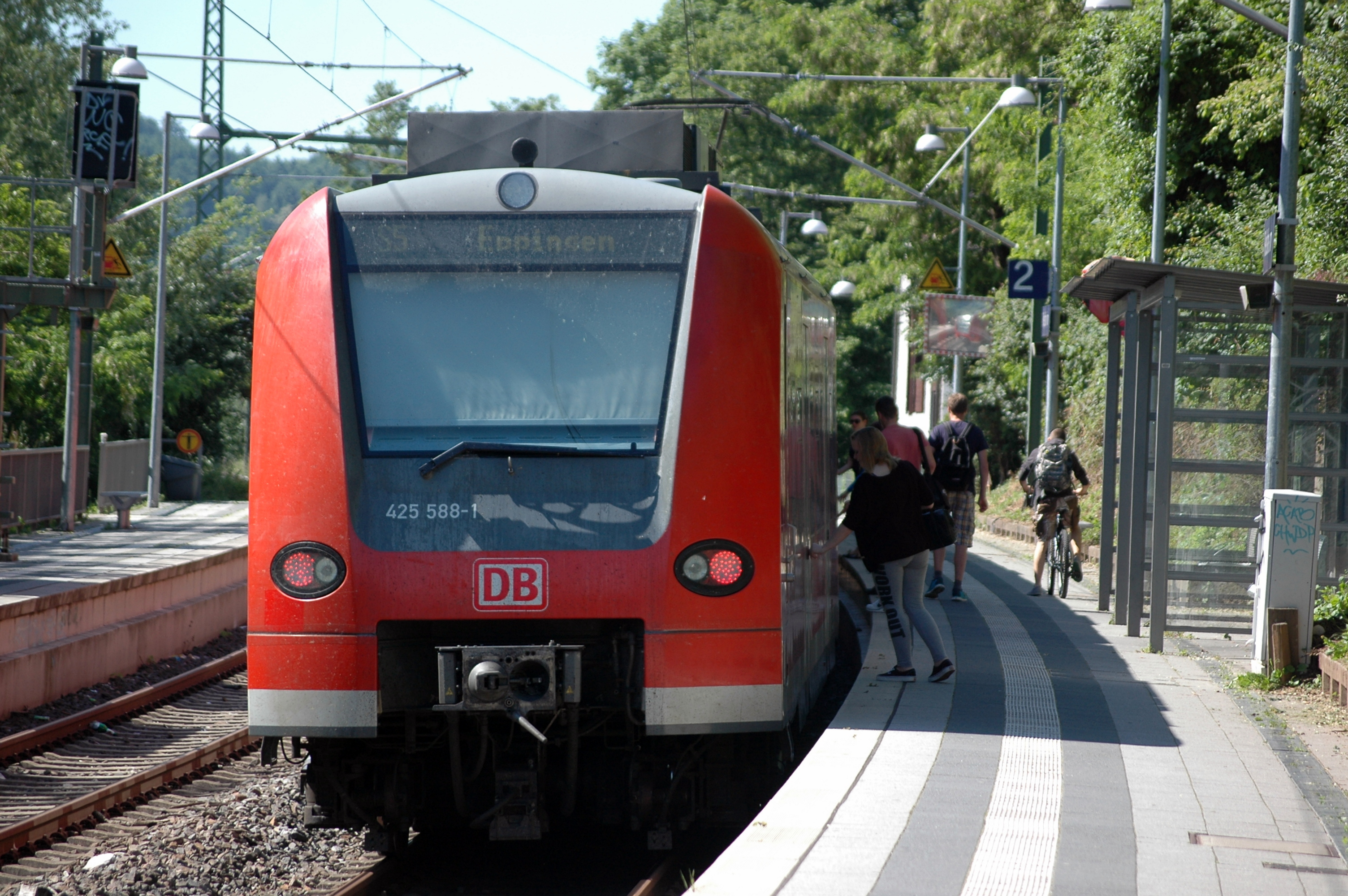
S5 nach Eppingen in Reilsheim

Zwischen Neckargemünd und Steinsfurt besteht mit der Linie S5 der S-Bahn RheinNeckar seit Dezember 2009 meist ein Stundentakt, in der Hauptverkehrszeit verkehrt sie bis Sinsheim im Halbstundentakt. Einzelne Züge sind zur Linie RB 44 (später S 6) nach Mainz durchgebunden.
Im Abschnitt Heidelberg – Meckesheim verkehrt außerdem werktags stündlich die Linie S51, welche ab Meckesheim weiter nach Aglasterhausen führt. Durch die Überlagerung der Linien S5 und S51 ergibt sich auf dem Abschnitt Heidelberg – Meckesheim ein Halbstundentakt. In den Hauptverkehrszeiten werden beide S-Bahn-Linien im Abschnitt Meckesheim – Aglasterhausen bzw. Heidelberg – Sinsheim auf einen Halbstundentakt verdichtet, durch die Flügelung ergibt sich im Abschnitt Heidelberg – Meckesheim dennoch nur ein Halbstundentakt. Die S-Bahn-Züge bestehen aus Elektrotriebzügen der Baureihe 425, wobei durch die Durchbindung nach Mainz ab 2015 auch vereinzelt modernisierte Fahrzeuge der Baureihe 425 zum Einsatz kamen.
Im Dezember 2020 wurde die Baureihe 425 durch neue Fahrzeuge der Baureihe 463 (Siemens Mireo) ersetzt.

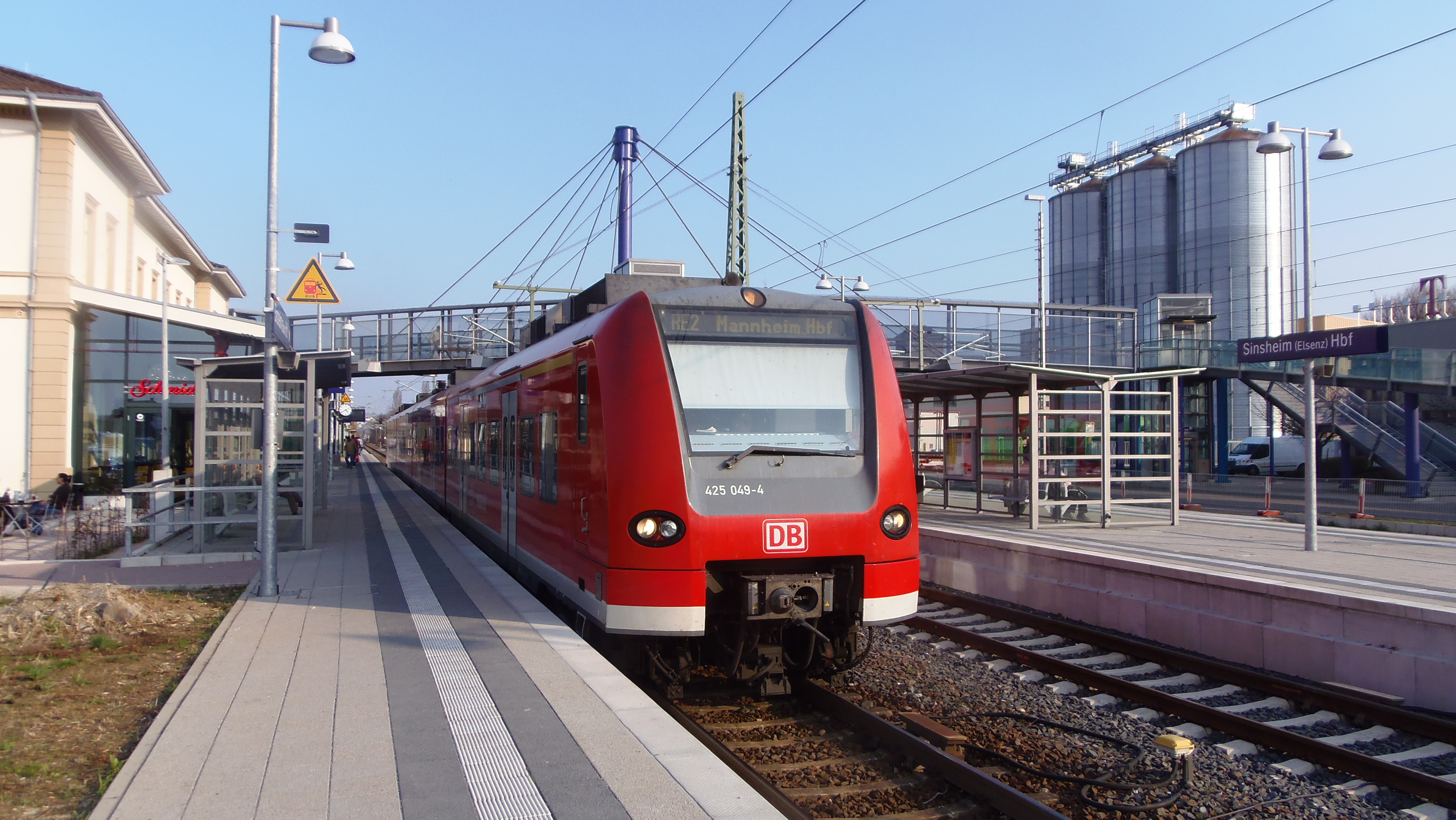
Regional-Express nach Mannheim in Sinsheim

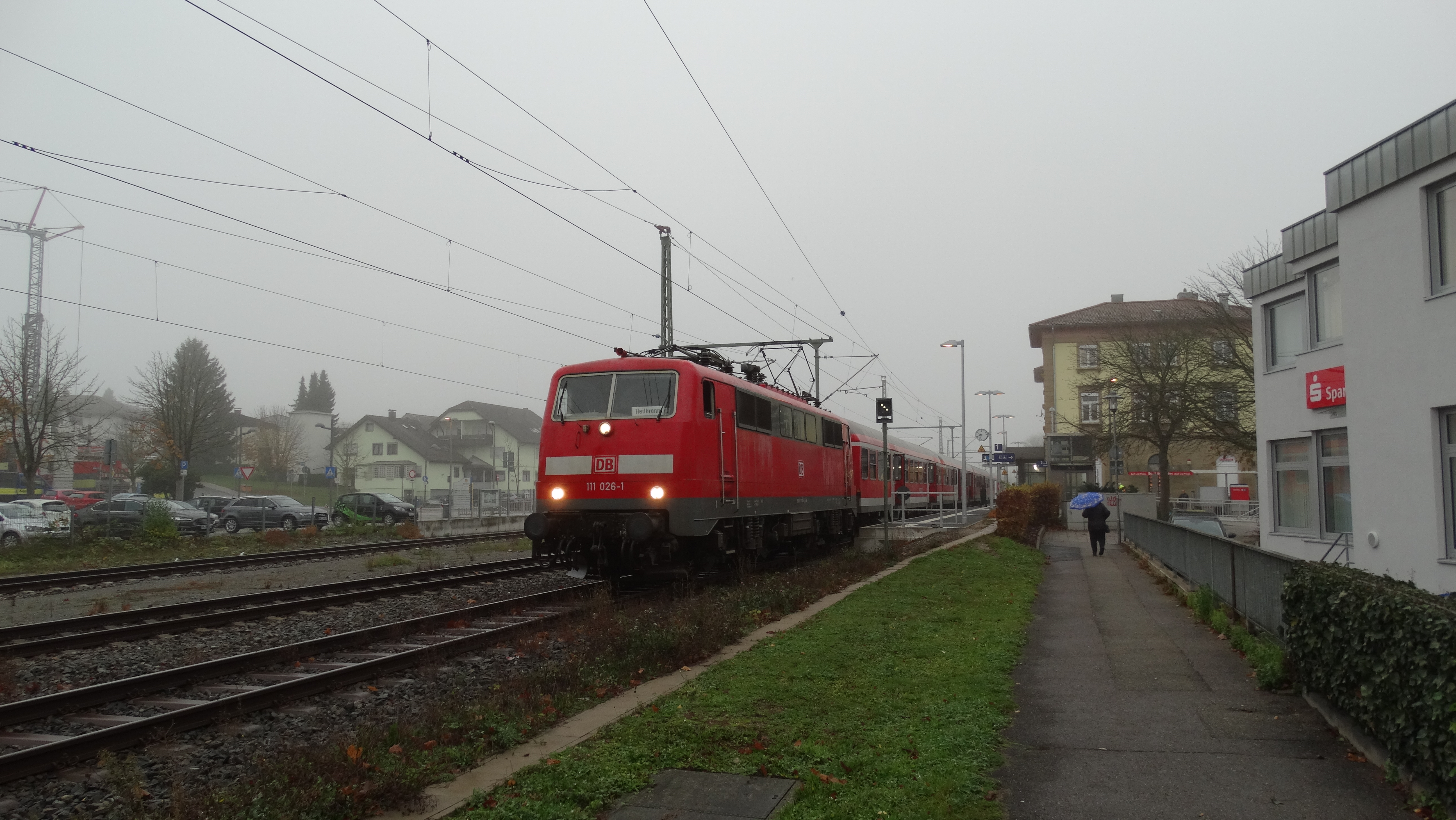
Regional-Express in Bad Rappenau (2017)

Die Regional-Express-Linie 10b von Mannheim nach Heilbronn befährt zweistündlich ebenfalls diese Strecke mit Halt in Meckesheim, Sinsheim Hbf, Bad Rappenau und Bad Friedrichshall Hbf.

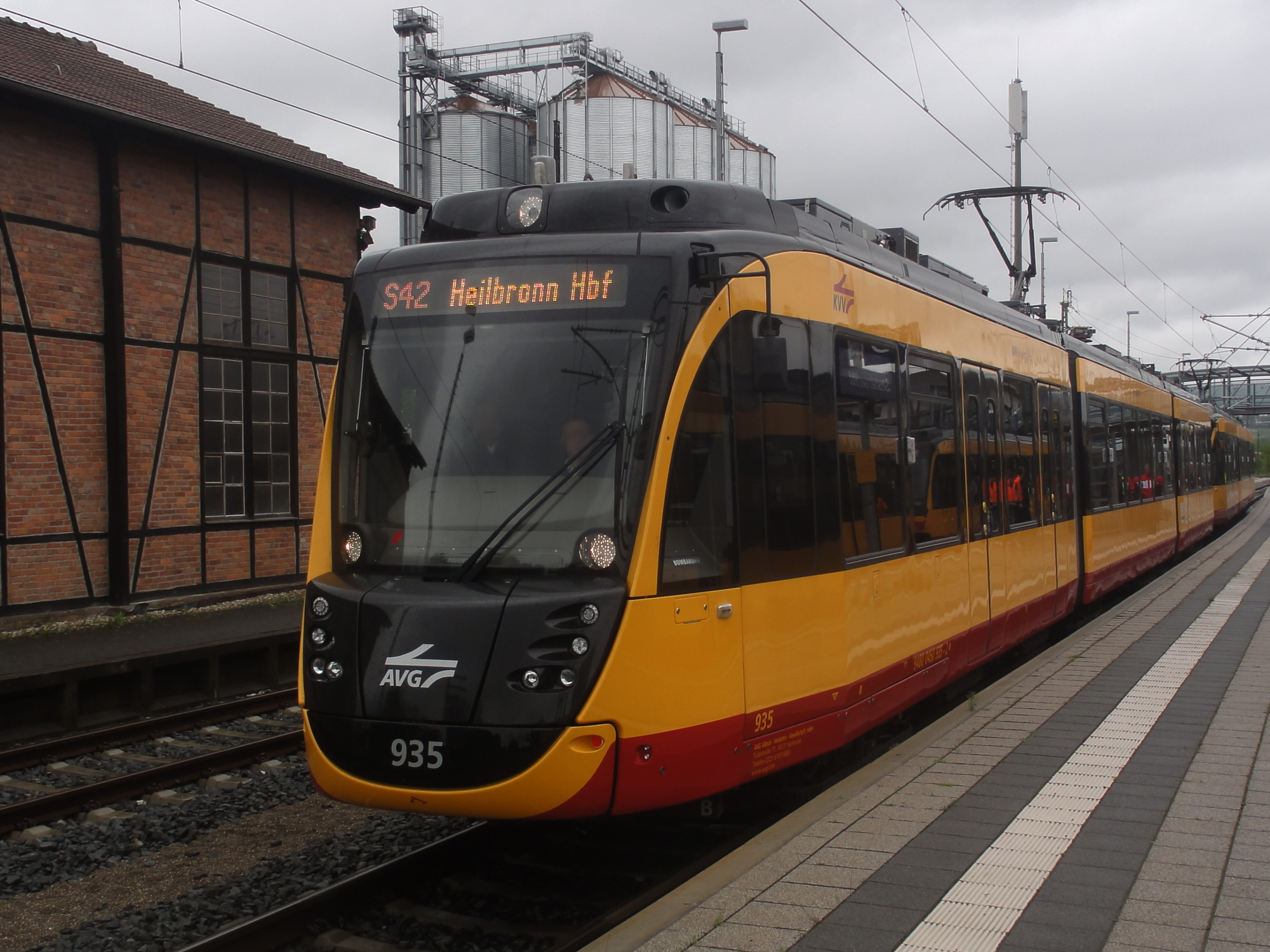
S42 nach Heilbronn in Sinsheim

Des Weiteren verkehrt hier die Linie S 42 der Stadtbahn Heilbronn mit Zweisystemstadtbahnwagen des Typs ET 2010. Diese fährt zweimal zweistündlich aus der Heilbronner Innenstadt über Neckarsulm, Bad Friedrichshall Hbf und Bad Rappenau nach Sinsheim Hbf und zusätzlich einmal stündlich von Heilbronn bis Bad Rappenau.

##### Geschichte des Personenverkehrs seit 2009
Zur Eröffnung der S-Bahn verkehrte am 13. Dezember 2009 ein Sonderzug mit einem historischen Triebzug der Baureihe ET25. In den ersten Jahren wurden auf einzelnen Zügen wegen Fahrzeugmangel noch Verbrennungstriebwagen und Wagenzüge eingesetzt.
Bis Dezember 2014 verkehrte die Regionalbahn-Linie RB 74 von Sinsheim nach Bad Friedrichshall (teilweise weiter nach Heilbronn) im Stundentakt. Da diese ab Januar 2014 nur noch zwischen Sinsheim und Bad Rappenau verkehren konnten, wurde eine gemeinsame Linie RB74/S5 eingerichtet, welche von Bad Rappenau kommend bis nach Heidelberg fuhr. Zum 14. Dezember 2014 wurde die Linie RB 74 durch die Linie S 42 der Stadtbahn Heilbronn ersetzt. Seit dem Fahrplanwechsel im Dezember 2016 fahren die zuvor in Grombach endenden AVG-Stadtbahnen bis nach Sinsheim.
Seit Dezember 2016 hält der Stundentakt der Linie S 5 in Heidelberg-Schlierbach/Ziegelhausen und Heidelberg Orthopädie. Durch die Aufteilung in verschiedene Ausschreibungslose bei der Neuausschreibung des S-Bahn-Netzes wird sie dafür nicht mehr an Sonn- und Feiertagen auf die Linie S 2 nach Kaiserslautern durchgebunden.
Bis September 2016 (Auslaufen des Großen Verkehrsvertrages) waren einzelne Leistungen des RE 2 in der Hauptverkehrszeit und am Wochenende auf die Linie RB 10 nach Stuttgart durchgebunden. Bis zum 10. Dezember 2017 bestanden einzelne Regionalexpresse auch aus einer Lokomotive der Baureihe 111 und fünf n-Wagen.

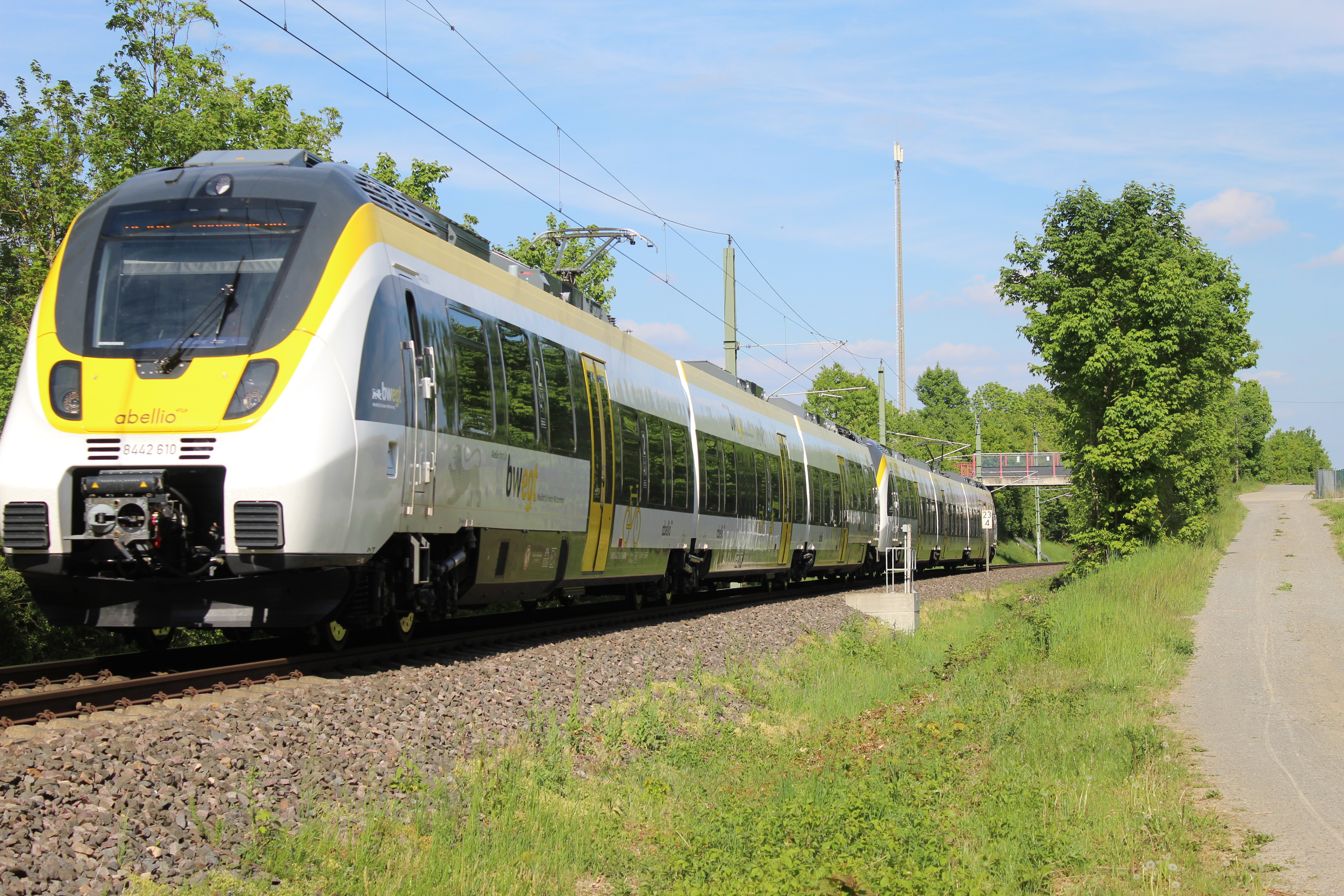
RE 10 nach Mannheim Hbf zwischen Babstadt und Grombach im Mai 2020

Zum Fahrplanwechsel am 15. Dezember 2019 übernahm Abellio Rail Baden-Württemberg den Betrieb der Regionalexpresslinie 10b und setzt auf dieser Bombardier Talent 2 ein. Zuvor wurden auf der RE-Linie ebenfalls Triebzüge der Baureihe 425 eingesetzt. Nach einer Übergangszeit sollen die Züge regelmäßig nach Stuttgart durchgebunden werden.

##### Verspätungsanfälligkeit
Durch die geringen Wendezeiten insbesondere in Eppingen, die Anschlüsse in Eppingen und die eingleisigen Abschnitte mit der nur bei größerer Verspätungsdifferenz verlegbaren Zugkreuzung in Meckesheim schaukeln sich die Verspätungen leicht auf, wodurch ein pünktlicher Betrieb nur ohne äußere Störeinflüsse möglich war. Durch die Einführung der Stadtbahn Heilbronn Nord und durch Baumaßnahmen im S-Bahn-Netz kam es zu mehr Störeinflüssen, wodurch die Pünktlichkeit abnahm und relativ häufig Züge in Steinsfurt oder Neckargemünd gebrochen wurden.
Um diese Auswirkungen zu reduzieren wurde zu einigen Zeiten in Heidelberg Hbf überschlagenes Wenden planmäßig eingeführt, wie es schon seit Beginn des S-Bahn-Betriebs durch die Einsatzreserve zu einigen Zeiten außerplanmäßig möglich war. Als weiterer Versuch zur Verspätungsreduzierung fahren seit 2016 vier Züge planmäßig erst zehn Minuten später in Eppingen ab, wodurch sich zu diesen Zeiten die Zugkreuzung nach Hoffenheim verlegt. Davon erhoffte man sich, dass sich die Abfahrt in Eppingen nicht durch verspätete AVG-Züge weiter verzögern und somit der Gegenzug pünktlich nach Eppingen kommen würde. Seit Einführung dieser Taktabweichung war ein vorzeitiges Wenden nicht mehr erforderlich. Ab Juni 2017 wird bei einem und ab Dezember 2017 einem weiteren dieser Züge ausprobiert, den Halbstundentakt in Sinsheim auf den regulären Stundentakt wenden zu lassen, wodurch der zehn Minuten nach dem Takt aus Eppingen kommende Zug in Sinsheim nach einer Viertelstunde Standzeit anstelle des Halbstundentaktes weiterfahren kann.
Das Verkehrsministerium Baden-Württemberg hält einen zweigleisigen Ausbau des Abschnittes Meckesheim – Steinsfurt für mittelfristig notwendig. Jedoch gibt es bisher keine Planungen hierzu.

### Güterverkehr

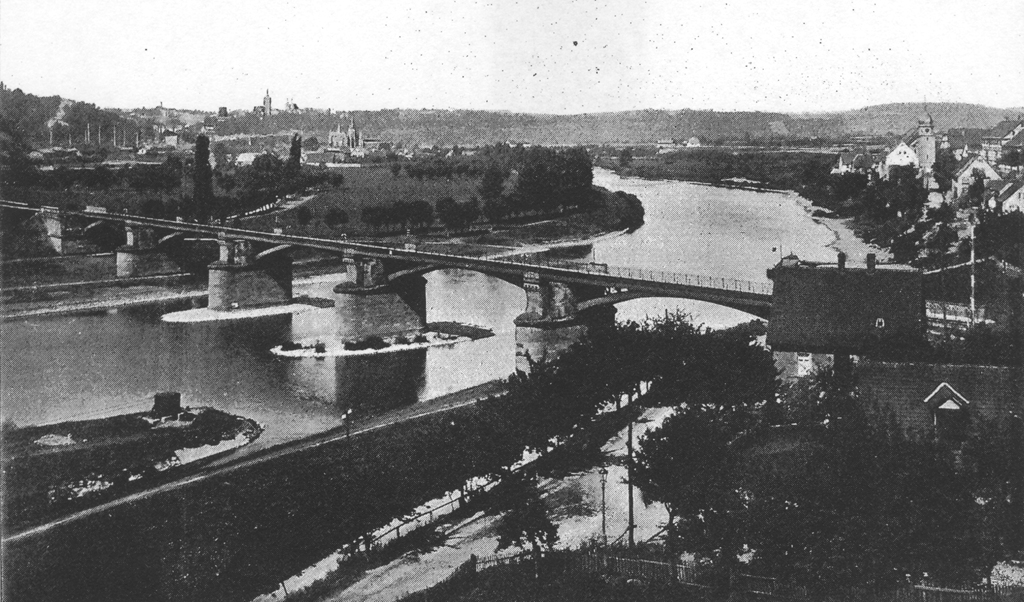
Neckarbrücke zwischen Bad Wimpfen und Bad Friedrichshall-Jagstfeld (1907)

Im Rahmen des Konzeptes „MORA C“ wurde die Bedienung des letzten im Güterverkehr bedienten Bahnhofs Meckesheim zum 31. Dezember 2001 eingestellt, allerdings wurden hier noch bis 2009 von Mannheim aus zweimal wöchentlich mit Holz beladene Güterwagen ausgetauscht, die entlang der Schwarzbach- und Krebsbachtalbahn beladen wurden. Seit dem S-Bahn-Ausbau der Strecke, wodurch in Meckesheim nur noch 3 Gleise zur Verfügung stehen, und der vorläufigen Stilllegung der Krebsbachtalbahn 2009, finden diese Holzverkehre nicht mehr statt. Von Heilbronn aus wird regelmäßig das Bad Wimpfener Solvay-Chemiewerk bedient.
Regelmäßiger durchgehender Güterverkehr findet nicht statt, da die Strecke im Gegensatz zur Neckartalbahn teilweise nur eingleisig ist sowie über ein ungünstigeres Höhenprofil verfügt. In Ausnahmefällen werden Güterzüge mit Lademaßüberschreitung über die Strecke geleitet, die nicht über andere Strecken fahren können.

## Zwischenfälle
Zwischen Mauer und Meckesheim kam es am 12. August 1872 zu einem Personenunfall, da ein Bahnarbeiter im dortigen Einschnitt bei der Begegnung zweier Züge das Achtungssignal von einem der beiden überhörte. Am 3. Oktober 1909 entgleiste der Personenzug 433 bei der Einfahrt in den Bahnhof Zuzenhausen wegen vorzeitiger Weichenbedienung. Sieben Personen wurden verletzt. Anfang der 1950er Jahre gab es einen Bahnübergangsunfall zwischen Zuzenhausen und Meckesheim. Der Schrankenwärter war fälschlich der Meinung gewesen, den Bahnübergang gesichert zu haben. Ein Kraftfahrzeug befand sich deshalb bei der Zugdurchfahrt im Gleisbereich; Zwei Menschen starben. 1976 entgleiste der Nahgüterzug 8346 aufgrund eines auf dem Gleis vergessenen Hemmschuhs in Meckesheim bei der Ausfahrt Richtung Heidelberg. Beide Streckengleise waren daraufhin mehrere Tage lang gesperrt. Nach 1978 kam es zu einem Unfall auf dem Bahnübergang in Mauer, als eine Schafherde den Gleisbereich nicht rechtzeitig geräumt hatte. Am 26. August 2008 umgingen drei Kinder die geschlossenen Schranken am Bahnübergang in der Zuzenhäuser Straße in Meckesheim, eines von ihnen wurde vom Zug erfasst und starb.

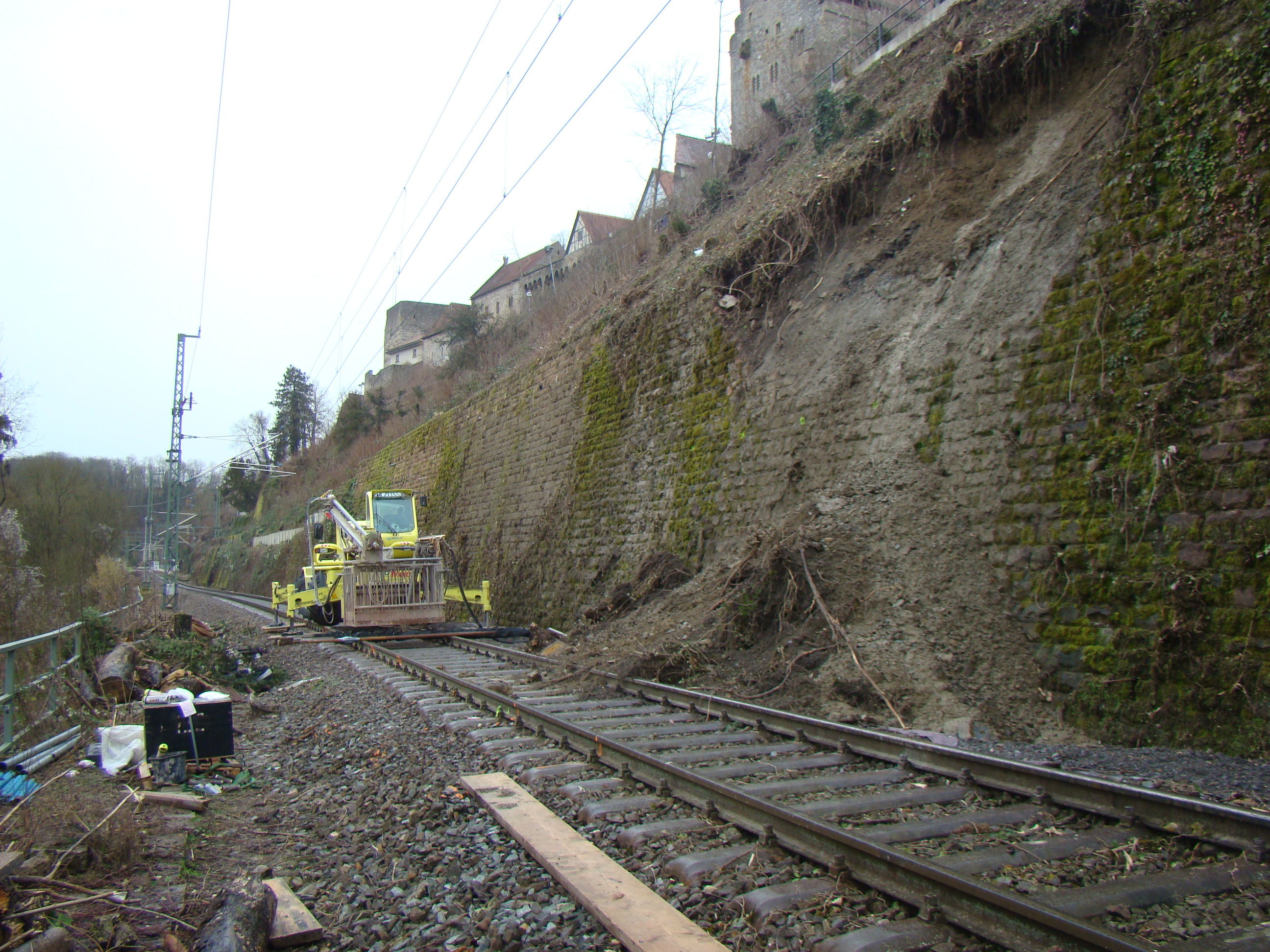
Erdrutsch mit eingestürzter Stützmauer im Februar 2013

Mitte Dezember 2012 kam es westlich von Bad Wimpfen zu einem Hangrutsch oberhalb der Strecke, bei dem auch die dortige Stützmauer teilweise einstürzte. Der Streckenabschnitt Bad Rappenau – Bad Friedrichshall-Jagstfeld war daraufhin für drei Monate gesperrt.
Am 12. September 2015 schlief der 62-jährige Triebfahrzeugführer der S-Bahn 38540 hinter Hoffenheim während der Fahrt aufgrund einer obstruktiven Schlafapnoe ein. Die Sicherheitsfahrschaltung betätigte er dabei – anders als bei Bewusstlosigkeit – aus Gewohnheit auch im Schlaf. Fahrgäste, die dies nach der Durchfahrt durch Zuzenhausen bemerkten, betätigten die Notbremse, was durch die bei S-Bahn-Fahrzeugen eingesetzte Bauart der Notbremsüberbrückung, die bei Betätigung während der Fahrt lediglich ein optisches und akustisches Alarmsignal auslöst, wirkungslos blieb. Vor Reilsheim wachte der Triebfahrzeugführer wieder auf und hielt den Zug an. Andernfalls wäre der Zug vor Neckargemünd durch die punktförmige Zugbeeinflussung zwangsgebremst worden.
Am 5. Februar 2018 war die Strecke zwischen Bad Rappenau und Bad Wimpfen ab etwa 15:50 wegen eines von einem Triebfahrzeugführer gemeldeten Verdachts auf einen Hangrutsch gesperrt worden. Hierbei sei bereits der Kabelkanal am Rand der Strecke betroffen gewesen. Nachdem dort eine Überwachungseinrichtung eingebaut und eine 50-km/h-Langsamfahrstelle eingerichtet wurde, wurde die Strecke um etwa 16:50 Uhr wieder freigegeben. Am darauffolgenden Freitag, dem 9. Februar, wurde dieser Abschnitt um etwa 12:50 Uhr erneut gesperrt, da der Hang weiter unter der Strecke wegrutschte. Ab Montag wurde der Bahndamm stabilisiert. Die Sperrung wurde am 19. Februar aufgehoben.

## Betriebsstellen
Neckargemünd
Im Bahnhof Neckargemünd zweigt die Neckartalbahn von der Strecke an den Weichen 1 und 12 ab. Praktisch und nach La-Strecken ist diese jedoch die durchgehende Strecke, zu dieser sind die jeweiligen Regelgleise mit Streckengeschwindigkeit befahrbar.
Waldhilsbach
Der Haltepunkt Waldhilsbach befand sich am Wärterposten 15 zwischen Walkmühle und Kriegsmühle. Er wurde etwa 1958 nach Einführung einer Buslinie (heutige Linie 755) geschlossen.
Bammental

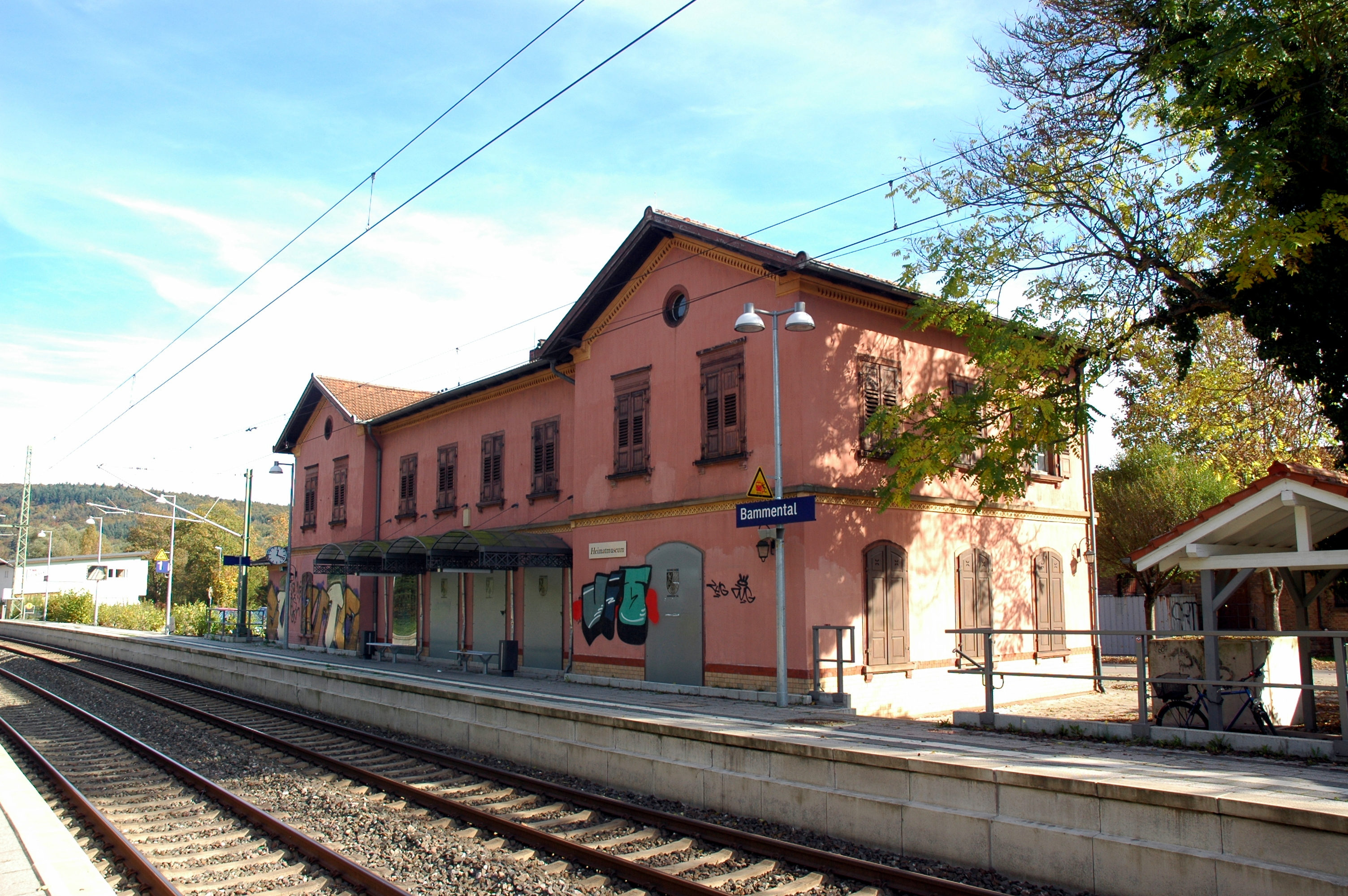
Haltepunkt Bammental

Der Haltepunkt Bammental liegt nordöstlich des Ortskerns der gleichnamigen Gemeinde. Die beiden Außenbahnsteige sind mittels einer Fußgängerbrücke mit Aufzügen miteinander verbunden. Im Empfangsgebäude befindet sich heute ein Heimatmuseum. Der Bammentaler Bahnhof war früher der wichtigste Bahnhof für den Wintersport-Tourismus des nahen Königstuhls. Vom Empfangsgebäude aus verkehrten Pferdeschlitten über den Steinling nach Waldhilsbach und weiter auf den Rücken des Königstuhls. Die alte umgangssprachliche Benennung als Schlittenbahnhof rührt allerdings nicht von den Pferdeschlitten her, sondern von den Schlitten der Urlauber, da auf dem Königstuhl das Schlittenfahren verbreiteter war als Skisport. Im Jahr 1907 wurde hier ein Stellwerk inbetriebgenommen. Zum 1. Juni 1990 wurde Bammental von einem Bahnhof der Klasse 3:46 zu einem Haltepunkt.
Reilsheim

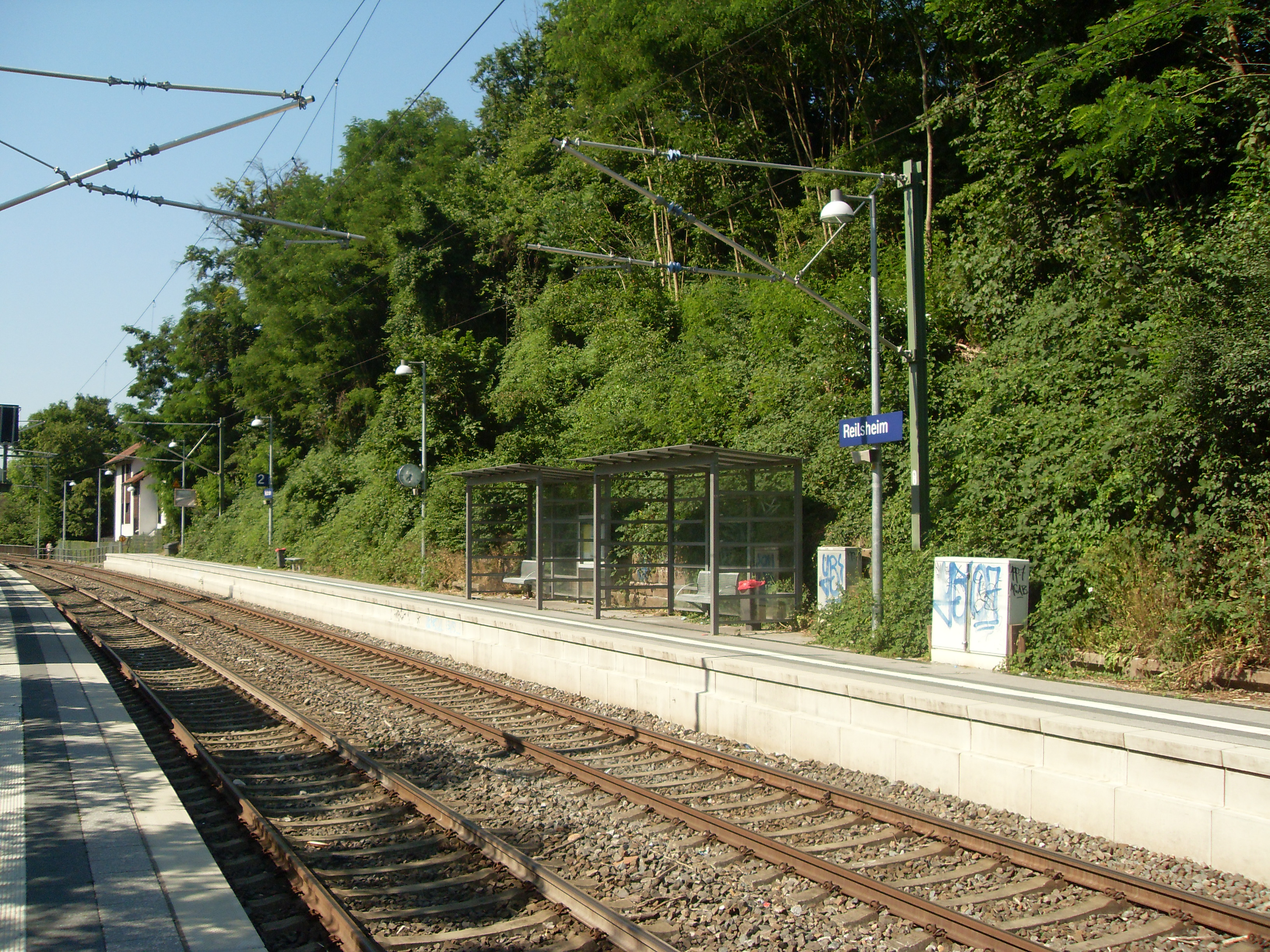
Bahnsteige in Reilsheim

Der Haltepunkt Reilsheim befindet sich zwischen der Bammental-Reilsheimer Kernort und einem großen Wohngebiet im Osten des Doppelortes. Somit liegt er nördlich der Reilsheimer Altstadt und des Reilsheimer Industriegebiets. 1964 wurde der Haltepunkt ca. 100 Meter nach Norden verlegt und der dortige Bahnübergang (Wärterposten 18) durch die heutige Straßenunterführung ersetzt.
Mauer (b Heidelberg)

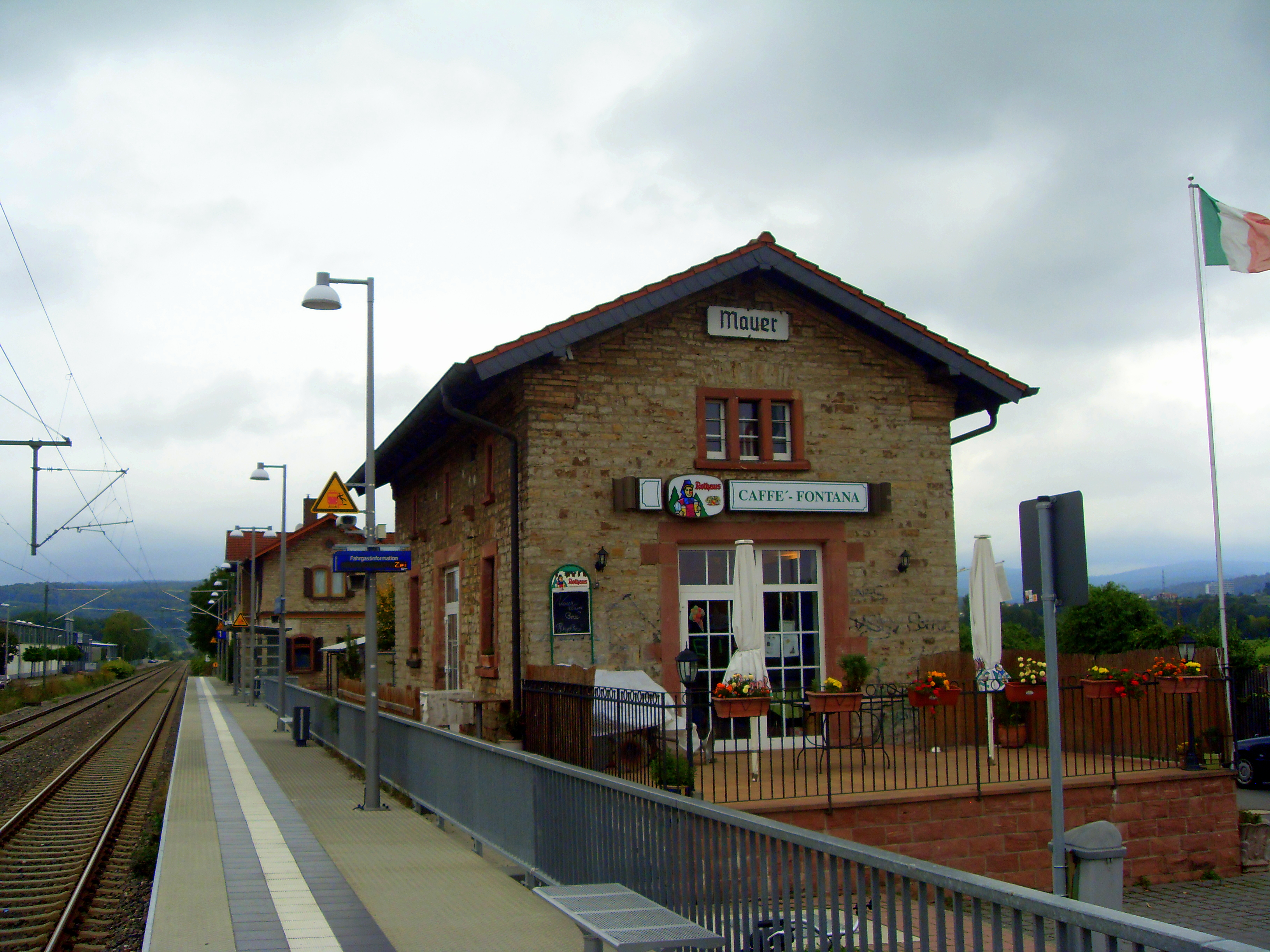
Nebengebäude und Empfangsgebäude in Mauer

Der Haltepunkt Mauer (b Heidelberg) liegt an der Straße zwischen Mauer und Schatthausen um den Bahnübergang km 17,660 herum mit Bahnsteigen jeweils hinter diesem. Östlich des Empfangsgebäudes steht ein ehemaliges Bahnwärterhaus, das 1886 erbaut wurde. Das Empfangsgebäude war zwischen 1902 und 1905 auf der Seite Richtung Heidelberg um 6 Meter auf 21 Meter erweitert, um dort Stellwerksanlagen unterbringen zu können. Das Stellwerk wurde 1907 in Betrieb genommen. Die ursprünglich schlicht „Mauer“ heißende Betriebsstelle wurde 1938 zur Unterscheidung von Stationen in den Direktionen Breslau und Linz sowie von Mauer (b. Wien) in „Mauer (b. Heidelberg)“ umbenannt. 1978 wurde sie von einem Bahnhof der Klasse 3:507 zu einem Haltepunkt; dabei wurde der Bahnsteig 2 auf die andere Seite des Bahnübergangs verlegt.
Meckesheim
Im Bahnhof Meckesheim zweigt die heutige Nebenbahn nach Aglasterhausen ab. Aus historischer Sicht (als Teil der badischen Odenwaldbahn) und nach Einteilung der VzG-Strecken ist jedoch die Strecke nach Jagstfeld die abzweigende, wodurch hier die weitere Kilometrierung der Strecke ihren Nullpunkt hat. Der Bahnhof befindet sich westlich der Altstadt und ähnlich wie in Mauer etwa 200 Meter vom eigentlichen Ortsrand auf der anderen Elsenzseite entfernt.
Zuzenhausen
Der Haltepunkt Zuzenhausen befindet sich zentral im Ort. In den 1950er Jahren gab es hier noch zwei Haupt- und zwei Nebengleise. 1969 wurde er von einem Bahnhof der Klasse 4:934 zu einem Haltepunkt.
Hoffenheim

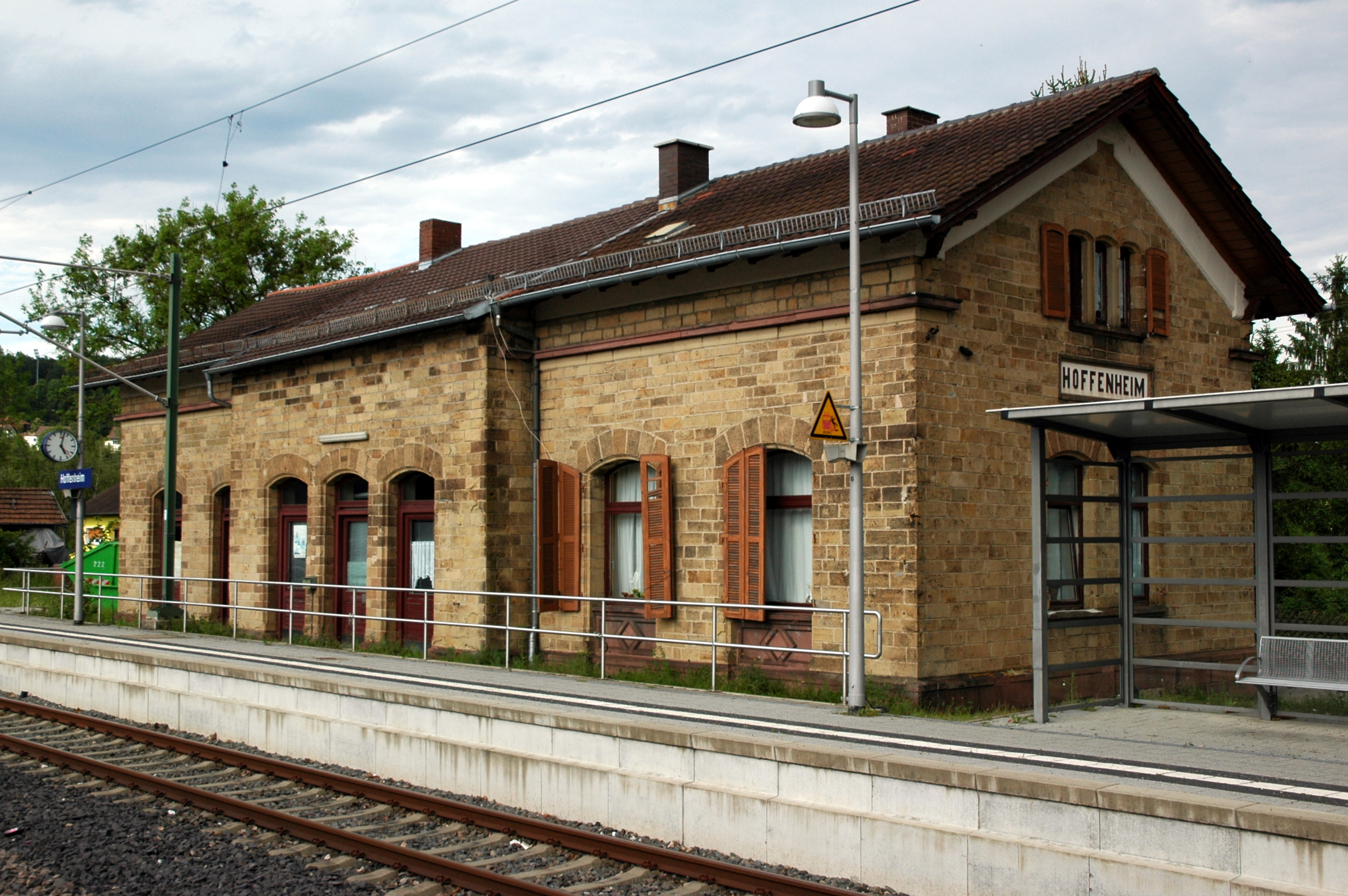
Bahnhof in Hoffenheim

Der Hoffenheimer Bahnhof liegt westlich der Innenstadt, unmittelbar südlich der Bahnsteige kreuzt die Strecke die Eschelbacher Straße mit einem mit Halbschranken mit Vollabschluss gesicherten Bahnübergang.
Sinsheim Museum/Arena
Am 28. Mai 1995 wurde der Haltepunkt „Sinsheim Museum“ in Betrieb genommen. 2011 wurde die nun zweigleisige Betriebsstelle ein Bahnhofsteil von Steinsfurt und umbenannt in „Sinsheim Museum/Arena“.
Babstadt
Zum 1. Januar 1982 wurde Babstadt von einem Bahnhof der Klasse 4:35 zu einem Haltepunkt.
Bad Wimpfen
Das Empfangsgebäude in Bad Wimpfen ist das einzige Süddeutschlands im Stil der Neugotik.
Bad Wimpfen Solvay
Von Heilbronn aus wird regelmäßig das Bad Wimpfener Solvay-Chemiewerk bedient. Der Gleisanschluss dorthin zweigt von Heilbronn aus gesehen nach rechts von der Strecke in das Betriebsgelände ab.